# ساوونیای بالایی
ساوونیای بالایی یکی از زیرمجموعه‌های ساوونیای شمالی و یکی از ناحیه‌ها در فنلاند از سال ۲۰۰۹ است.

## شهرداری‌ها
| نشان ملی            | شهرداری             |
| ------------------- | ------------------- |
| Iisalmen vaakuna    | ایسلمی (شهر)        |
| Keiteleen vaakuna   | کی‌تله (شهرداری)     |
| Kiuruveden vaakuna  | کیورووسی (شهر)      |
| Lapinlahden vaakuna | کی‌تله (شهرداری)     |
| Pielaveden vaakuna  | پیه‌لاوسی (شهرداری)  |
| Sonkajärven vaakuna | سونکایروی (شهرداری) |
| Vieremän vaakuna    | ویریمه (شهرداری)    |